# Žargon
Žargon je jezična varijanta u kojoj se uz korištenje standardnog jezika (ili lokalnog dijalekta) koristi i terminologija specifična za neku struku (npr. medicinska, pravna ili računalna) ili dobnu skupinu.
Takvi leksemi koji se koriste u žargonu nazivaju se žargonizmima.

## Svrha žargona
Svrha je žargona trostruka: olakšana komunikacija, uključivanje i isključivanje. Ponekad granica između kolokvijalnog govora i žargona nije sasvim jasna (primjerice žargon mladih).
- U svakoj struci postoji specifična terminologija koja olakšava komunikaciju, pogotovo onda kad je vrijeme bitno (npr. za vrijeme operacije, svaki instrument ima svoje ime, i kirurg neće reći asistentu "Daj onaj tamo instrument", nego će uvijek reći koji točno instrument treba), i u medicini i u pravnoj struci rabi se latinski jezik, i kod nazivlja i za fraze.

- Oni koji poznaju terminologiju kad dođu u novu okolinu lakše se uklope jer znaju o čemu se priča - uključivanje

- Oni koji ne poznaju terminologiju isključeni su - bili kratko ili dugo u dotičnom društvu